# アンリエット・デリール
アンリエット・ディアス・デリール（英語: Henriette Díaz DeLille、1813年3月11日 – 1862年11月16日）はルイジアナ州ニューオーリンズ出身の宗教家である。ルイジアナクレオールの黒人女性であり、ニューオーリンズにローマンカトリックの修道会である聖家族修道女会を設立した。この組織はアメリカで二番目に古い自由有色人種の女性からなる修道女会であり、看護や教育を行っている。奴隷への教育が法で禁止されていた時代から、奴隷の子どもたちへの教育を行っていた。
1988年、修道女会は公式にローマ教皇庁とアンリエットの列聖調査を開始した。2010年にベネディクト16世がアンリエットを尊者とした。

## 来歴

### 生い立ち
アンリエット・ディアス・デリールはルイジアナ州ニューオーリンズで、1812年か1813年3月11日に生まれたと推測されている。母であるマリ＝ジョセフ・「プーポンヌ」・ディアスは自由有色人種の女性であった。おそらく父親であると考えられるジャン＝バティスト・リール・サーピー（別名デ・リール）は1758年頃にフランスのロット＝エ＝ガロンヌ県のフュメルで生まれたと考えられる。この2人の関係は当時よく行われていた、白人男性と非白人女性の間に結ばれるプラサージュと呼ばれる内縁関係であった。デリールが生まれ育ったのは非白人の混血自由民からなるクレオールコミュニティであり、フランス語が通用し、信仰は主にカトリックで、肌の色が薄いほど社会的に有利になった。  
母方の祖母は有色人種のクレオール女性であるアンリエット・ラヴー（あるいはルボー）であった。その母はおそらくセリス・デュブレイユであり、おそらくは混血の女性で、もともとは奴隷でのちに解放されてニューオーリンズに住むようになった。その母は奴隷であるナネットであった。ナネットは西アフリカ地域から連れてこられたと考えられている。ナネット以降、アンリエットの祖先となる女性たちはカトリックの信仰に帰依し、敬虔な信者として暮らしていた。父方の祖父母はいずれもフランスのフュメル出身のチャールズ・サーピーとスザンヌ・トレンティであった。
アンリエットは1823年か1824頃にフレンチ・クオーターで修道女であるシスター・セイント・マルト・フォルティエが始めた自由有色人種の子どもたち向けの学校に通ったと考えられている。1826年頃までには、アンリエットは自ら教育に携わり、その他の信仰にかかわる活動にも参加するようになった。
アンリエットは富裕な白人男性とプラサージュの関係に入る準備として、母からフランス文学、音楽、ダンスを習った。列聖の準備のための調査文書によると、1820年代の記録からして、アンリエットが「十代の時に2人の息子を出産」し、いずれも幼い頃に亡くなった可能性が指摘されている。しかしながらこの子どもたちの素性については残っている記録が混乱しており、アンリエットが母親であるという確証はない。アンリエットは1834年に堅信を受けた。アンリエットの伝記を著したベネディクト会の神父シプリアン・デイヴィスによると、この堅信とそれからの生活から、アンリエットがどんどん神への献身に傾倒していったことがわかるという。アンリエットは家族の意図に従わなくなり、プラサージュの関係に入るのを拒否するようになった。
1832年にアンリエットの母マリ＝ジョゼフは神経衰弱になった。このため1835年に法的に成人として認められるまで、法廷がアンリエットを後見した。

### 聖家族女子修道会

#### 奉献姉妹会
1836年にアンリエットは友人であるジュリエット・ゴーダンなどとともに、非白人の平信徒の女性が入れる信仰のための友愛団体である奉献姉妹会　(the Sisters of the Presentation) を作った。この組織が聖家族修道女会につながることとなった。

#### 修道女会の創設
1837年にフランスからニューオーリンズにエティエンヌ・ルスロン神父がやって来て、アンリエットをリーダーとする黒人女性のための修道会創設許可をローマ教皇庁に申請した。1840年代のアメリカ南部のカトリック教会は黒人女性の修道生活に対して懐疑的であり、信仰を求めた人々は承認を求めて活動する必要があった。1842年、奉献姉妹会は名前を変え、聖家族修道女会が発足した。この修道女会は、恩寵奉献修道女会 (the Oblate Sisters of Providence) に継いで古いアメリカの黒人女性のためのカトリック修道会である。アンリエット以外にはゴーダンやジョゼフィン・チャールズが参加した。1849年にはホスピスを設立した。1852年にアンリエットは最終的な修道誓願を立てた。アンリエットは1862年11月6日に亡くなったが、この時には修道女会には12人にメンバーがいた。

## デリール没後の修道女会

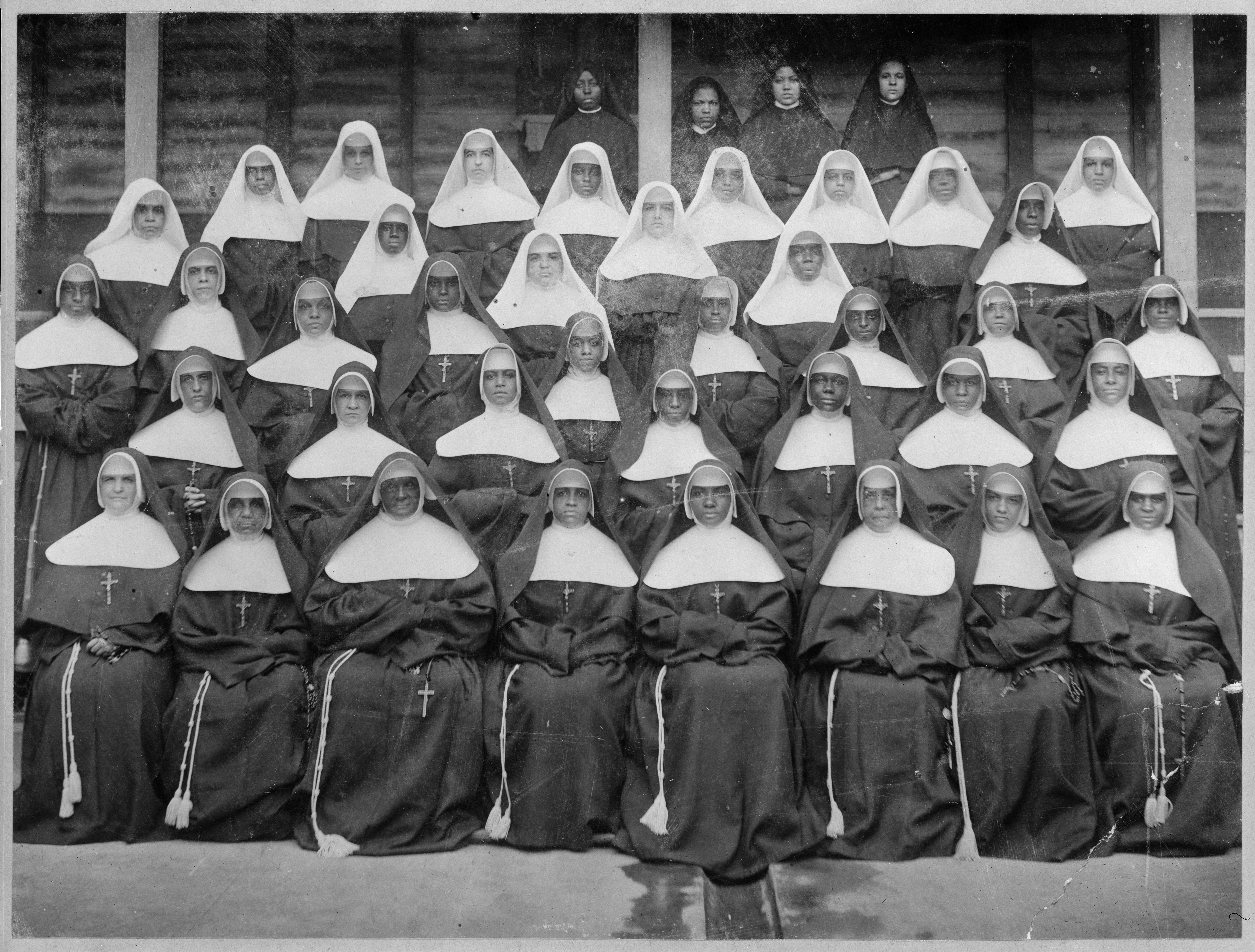
1899年の聖家族修道女会

聖家族修道女会は1853年と1897年にニューオーリンズで黄熱病が大流行した際、看護のために盛んに活動した。1898年にはベリーズでの伝道活動を開始した。
修道女会は信仰や教育にかかわる活動を行っている。奴隷への教育が法で禁止されていた時代から、奴隷の子どもたちへの教育を行っていた。1867年には修道女会のリーダーとなったジョゼフィン・チャールズがセント・メアリーズ・アカデミーを作った。1872年にはグランド・コトーに、1874年にはオペルーサスに、1903年にはラファイエットに学校を開いた。1930年には152人のメンバーがこの修道女会に所属していた。
国立アフリカ系アメリカ人歴史文化博物館には聖家族修道女会にかかわる史料を収蔵している。

## 顕彰
ニューオーリンズにはアンリエット・デリールを記念して名付けられた通りがある。

### 列聖のための調査
1988年にはアンリエットの列聖のための調査が開始された。これにより、アンリエットはアメリカ合衆国生まれで初めて列聖調査が開始されたアフリカ系アメリカ人女性となった。1997年にアメリカ合衆国の司教は「満場一致」でアンリエットを推薦した。 2010年3月27日にベネディクト16世によりアンリエットは尊者となった。列聖には奇跡が必要であり、アンリエットが起こした奇跡に関する調査が行われている。ニューオーリンズの地元のカトリックはアンリエットの列聖を待望しているという。

## 映像化
2000年にライフタイムにより、ヴァネッサ・ウィリアムズとギル・ベローズ主演でアンリエットの生涯に基づくドラマ『愛する勇気』(The Courage to Love) が製作された。

## 関連文献
- Cyprian Davis, O.S.B., Henriette Delille: Servant of Slaves, Witness to the Poor  (New Orleans, LA: Sisters of the Holy Family, 2004) – the official biography of Henriette DeLille, co-published by the Sisters of the Holy Family and the Archives of the Archdiocese of New Orleans.
- Sr. Detiège and Dr. Charles Nolan, No Cross, No Crown. See pages copied from the book which outlines Mother DeLille’s Creole ancestry and describes who was permitted to join the Order in the years 1842–1865.